# NK Žrnovo
Nogometni klub Žrnovo (NK Žrnovo; Žrnovo) je nogometni klub iz Žrnova, grad Korčula, Dubrovačko-neretvanska županija, na otoku Korčuli. U sezoni 2022./23. se natječe u 1. ŽNL Dubrovačko-neretvanske županije.

## O klubu
U Žrnovskom naselju Postrana se 1919. godine osniva "Športski klub Bratska Sloga" (koji se obnavlja 1955. godine), dok se u naselju Prvo Selo 1931. osniva "Športski klub Žrnovo", koji se potom gasi. 
Današnji NK "Žrnovo" je registriran kao udruga 2003. godine, dok se službeno osnivanje i registriranje pri županijskom savezu događa 2008. godine, te tad počinje s natjecanjima u  2. ŽNL Dubrovačko-neretvanskoj. 
Osvajanjem 2. ŽNL u sezoni 2013./14., klub formira i omladinske selekcije. 
 
Klub koristi nogometno igralište, koje se nalazi u predjelu Postrane.

## Uspjesi
2. ŽNL Dubrovačko-neretvanska
- prvak: 2013./14.

## Pregled po sezonama
| sezona    | rang lige | liga                          | poz. | klubova u ligi | ut | pob | ner | por | gol+ | gol- | bod | napomene | izvori |
| --------- | --------- | ----------------------------- | ---- | -------------- | -- | --- | --- | --- | ---- | ---- | --- | -------- | ------ |
| 2008./09. | VI.       | 2. ŽNL Dubrovačko-neretvanska |      | 10             |    |     |     |     |      |      |     |          |        |
| 2009./10. | V.        | 1. ŽNL Dubrovačko-neretvanska | 4.   | 8              | 13 | 5   | 2   | 6   | 26   | 24   | 17  |          |        |
| 2010./11. | VI.       | 2. ŽNL Dubrovačko-neretvanska | 4.   | 8              | 14 | 7   | 2   | 5   | 39   | 27   | 23  |          |        |
| 2011./12. |           |                               |      |                |    |     |     |     |      |      |     |          |        |
| 2012./13. | V.        | 2. ŽNL Dubrovačko-neretvanska | 4.   | 6              | 10 |     |     |     |      |      | 15  |          |        |
| 2013./14. | V.        | 2. ŽNL Dubrovačko-neretvanska | 1.   | 7              | 12 | 9   | 2   | 1   | 29   | 11   | 29  |          |        |
| 2014./15. | IV.       | 1. ŽNL Dubrovačko-neretvanska | 12.  | 12             | 22 | 1   | 2   | 19  | 18   | 71   | 5   |          |        |
| 2015./16. | V.        | 2. ŽNL Dubrovačko-neretvanska | 2.   | 7 (8)          | 11 | 7   | 1   | 3   | 25   | 13   | 22  |          |        |
| 2016./17. | IV.       | 1. ŽNL Dubrovačko-neretvanska | 13.  | 13             | 24 | 2   | 4   | 18  | 14   | 54   | 10  |          |        |
| 2017./18. | IV.       | 1. ŽNL Dubrovačko-neretvanska | 12.  | 14             | 25 | 4   | 3   | 18  | 25   | 70   | 15  |          |        |
| 2018./19. | IV.       | 1. ŽNL Dubrovačko-neretvanska |      | 12             |    |     |     |     |      |      |     |          |        |

- Kategorija:1. ŽNL Dubrovačko-neretvanska
- Kategorija:2. ŽNL Dubrovačko-neretvanska
- Kategorija:Sezone četvrtog ranga HNL-a
- Kategorija:Sezone petog ranga HNL-a
- Kategorija:Sezone šestog ranga HNL-a

## Vanjske poveznice
- NK Žrnovo, facebook stranica
- NK Žrnovo mlađi uzrasti, facebook stranica
- sportilus.com, NOGOMETNI KLUB ŽRNOVO
- zns-dn.com - Županijski nogometni savez Dubrovačko-neretvanski, Klubovi  Arhivirana inačica izvorne stranice od 8. prosinca 2018. (Wayback Machine)